# 666 (zespół muzyczny)
666 – zespół muzyczny założony przez dwóch niemieckich DJ-ów Thomasa Deterta i Mike’a Griesheimera (DJ666, zwanego też jako Mike Red).

## Dyskografia

### Albumy
|    | Paradoxx (1998)                 |      |
| #  | Track Name                      | Time |
| 01 | Cathedral Of Sin (Introduction) | 1:01 |
| 02 | Amokk                           | 3:38 |
| 03 | Get Up 2 Da Track (666 Is Back) | 4:13 |
| 04 | La Vasca Se Mueve               | 4:43 |
| 05 | Apocalypse (Backwards)          | 0:21 |
| 06 | La Tierra Ya Destruida          | 6:20 |
| 07 | Alarma!                         | 3:27 |
| 08 | Paradoxx                        | 3:53 |
| 09 | Los Ninos Del Demonio           | 3:25 |
| 10 | The Demon Attacks (Interlude)   | 0:52 |
| 11 | Diablo                          | 3:38 |
| 12 | El Fuego                        | 4:54 |
| 13 | I'm Your Nitemare               | 5:27 |
| 14 | The 666 Megamix                 | 5:36 |
| 15 | Apocalypse (Forwards)           | 0:22 |

|    | Nitemare (1999)                        |      |
| #  | Track Name                             | Time |
| 01 | Far East Intro                         | 0:20 |
| 02 | The Demon (Pulsedriver Remix)          | 5:40 |
| 03 | Alarma! (Untidy Dub)                   | 7:04 |
| 04 | Confusion (Album Mix)                  | 4:38 |
| 05 | Bomba! (X-Tended Mix)                  | 6:24 |
| 06 | Amokk (X-Tended 666 Mix)               | 5:25 |
| 07 | I'm Your Nitemare (Extended Mix)       | 5:53 |
| 08 | Diablo (Club Mix)                      | 5:06 |
| 09 | Get Up 2 Da Track (Austin's Power Mix) | 6:00 |
| 10 | Paradoxx (Klubbirds Remix)             | 6:34 |
| 11 | Alarma! (Let's Go Gabba Bootleg Mix)   | 5:32 |
| 12 | The Fab 666 Megamix                    | 9:23 |

|    | Who's Afraid of ... (2000)       |
| #  | Track Name                       |
| 01 | Welcome Back To The Grave        |
| 02 | D.E.V.I.L. (Break The Spell Mix) |
| 03 | 2 The Maxx                       |
| 04 | Ruido Sintetico                  |
| 05 | Bomba!                           |
| 06 | Prince Of Darkness               |
| 07 | The Demon                        |
| 08 | Mueve (Go)                       |
| 09 | Dance 2 Disco                    |
| 10 | Return of 666 (Interlude)        |
| 11 | Salute!                          |
| 12 | Feel The Omen                    |
| 13 | D.E.V.I.L. (What The Hell Mix)   |
| 14 | The 666 (New Millennium Megamix) |

|    | Hellraiser (The Best of) (2001) |
| #  | Track Name                      |
| 01 | The Maxx                        |
| 02 | Alarma!                         |
| 03 | Amokk                           |
| 04 | Bomba!                          |
| 05 | D.E.V.I.L.                      |
| 06 | Dance 2 Disco                   |
| 07 | Diablo                          |
| 08 | I'm Your Nightmare              |
| 09 | Los Ninos Del Demonio           |
| 10 | Paradoxx                        |
| 11 | Supa Dupa Fly                   |
| 12 | The Demon                       |
| 13 | The Millennium Megamix          |

|    | Insanity (2003)                           |       |
| #  | Track Name                                | Time  |
| 01 | Insanity (Flashback Edit)                 | 3:55  |
| 02 | Dance Now (Radio Mix)                     | 3:15  |
| 03 | Confusion (Promo Edit)                    | 4:34  |
| 04 | 6 Gate (Dance With the Devil)             | 3:22  |
| 05 | Rhythm Takes Control (M.A.D.R.A.S. Remix) | 5:44  |
| 06 | D.E.V.I.L. (Break the Spell Mix)          | 3:43  |
| 07 | Amokk                                     | 3:40  |
| 08 | 2 The Maxx                                | 4:06  |
| 09 | Paradoxx                                  | 3:56  |
| 10 | Bomba!                                    | 3:47  |
| 11 | Get Up 2 Da Track (666 is Back)           | 4:14  |
| 12 | Mueve (Go)                                | 3:39  |
| 13 | La Vasca Se Mueve                         | 4:41  |
| 14 | Dance 2 Disco                             | 4:38  |
| 15 | Alarma!                                   | 3:26  |
| 16 | Salute                                    | 3:47  |
| 17 | Diablo                                    | 3:37  |
| 18 | El Fuego                                  | 4:50  |
| 19 | I'm Gur Nightmare                         | 5:26  |
| 20 | The Demon Attack (Outro)                  | 00:50 |

|    | The Ways are Mystic (Best of Hits Collection) (2007) |      |
| #  | Track Name                                           | Time |
| 01 | Dance Now! (Screen Cut)                              | 3:39 |
| 02 | Amokk (Video Edit)                                   | 3:44 |
| 03 | Policia (Alerta Edit)                                | 3:31 |
| 04 | Confusion (El Fuego Edit)                            | 2:50 |
| 05 | Bomba (Video Edit)                                   | 3:53 |
| 06 | Alarma (Sequential One Edit)                         | 3:23 |
| 07 | Dance 2 Disco (DJ Piccolo Full Vocal Edit)           | 3:17 |
| 08 | The God (Kingdom Edit)                               | 3:41 |
| 09 | Insanity (Flashback Edit)                            | 3:56 |
| 10 | Rhythm Takes Control (666 Screen Cut)                | 3:46 |
| 11 | Supa Dupa Fly (On Air Mix)                           | 3:56 |
| 12 | The Demon (Pulsdriver Remix Edit)                    | 3:17 |
| 13 | Paradoxx (New Radio Edit)                            | 3:26 |
| 14 | Get Up 2 The Track (666 Is Back) (Album Re-Cut)      | 3:29 |
| 15 | D.E.V.I.L. (Club Caviar Edit)                        | 3:38 |
| 16 | I'm Your Nightmare (Nello Re-Cut)                    | 3:07 |
| 17 | La Formula (Chemico Edit)                            | 3:39 |
| 18 | Diablo (Radio Devil Mix)                             | 3:44 |
| 19 | Superstar DJ (Global Cut Mix)                        | 2:57 |
| 20 | Back On Demand (Screen Cut)                          | 3:41 |
| 21 | Le Bruit De La Porte (666 On Stage Edit)             | 3:00 |

### Single
- „Bomba!”
- „D.E.V.I.L.” – UK #18 (2000)
- „Alarma!” – UK #58 (1998)
- „Amokk”
- „Amokk” / „Alarma!”
- „Amokk” / „Diablo”
- „Diablo”
- „Paradoxx”
- „Dance 2 Disco”
- „Who's Afraid Of...?”
- „Supa-Dupa-Fly”
- „Insanity”
- „Dance Now!”
- „Policia”
- „I'm Your Nitemare”
- „We Like Sausage (Remix w/ DJ SAS)”
- „Deamon Club” mix
- „Mueve” (Go)[2]
- „Progressive D.E.V.I.L.” (with Brooklyn Bounce)